# Stemloze dentale plosief
De stemloze dentale plosief is een medeklinker die in het Internationaal Fonetisch Alfabet aangeduid met [t̪], en in X-SAMPA met t_d
Echte stemloze dentale plosieven zijn zeldzaam. In de Romaanse talen wordt /t/ vaak dentaal genoemd, maar deze klank komt meer in de buurt van een alveolaar. De klank komt vooral voor in Indo-Arische talen. In sommige versies van het Engels wordt de -th van tooth zo uitgesproken (en klinkt dan zo ongeveer als een Groningse t), maar in de meeste versies van het Engels is het een stemloze dentale fricatief.

## Kenmerken
- De manier van articulatie is plosief, wat inhoudt dat de klank wordt geproduceerd door de luchtstroom in het spraakkanaal te belemmeren.
- Het articulatiepunt is dentaal, wat inhoudt dat voor het vormen van de klank de tong tegen de onder- of boventanden wordt gedrukt.
- De articulatie is stemloos, wat betekent dat de klank wordt geproduceerd zonder trillingen van de stembanden.
- Het is een orale medeklinker, wat inhoudt dat lucht door de mond kan ontsnappen.
- Het is een centrale medeklinker, wat inhoudt dat de klank wordt geproduceerd door de luchtstroom over het midden van de tong te laten stromen in plaats van langs de zijkanten.

Deze pagina bevat fonetische informatie in het IPA, die in sommige browsers mogelijk niet correct wordt weergegeven.
Waar symbolen in paren voorkomen, vertegenwoordigt het rechter teken een stemhebbende medeklinker. Gearceerde gebieden bevatten medeklinkers die worden beschouwd als onuitspreekbaar.
Zie ook: IPA, Klinkers